# Constitución de Dinamarca

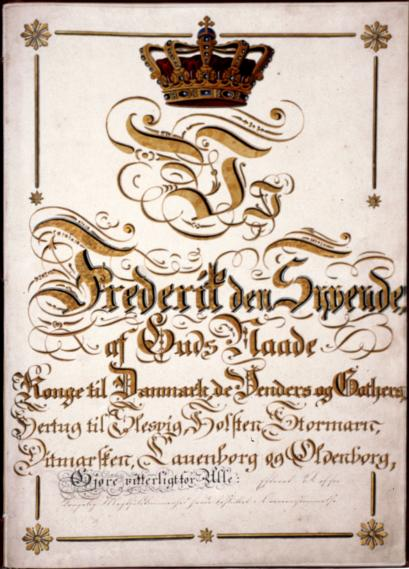
Portada de la Constitución de 1849.

La Constitución de Dinamarca (en danés: Danmarks Riges Grundlov) es la norma suprema del Reino de Dinamarca, que define el sistema político del país, como una monarquía constitucional con un sistema parlamentario representativo, en la que el rey ejerce un papel meramente ceremonial. La actual constitución se promulgó el 5 de junio de 1953 y su primera versión data de 1849.

El principio fundamental de la primitiva norma suprema fue limitar el poder del monarca (sección 2). La Constitución de 1849 estableció igualmente un parlamento de carácter bicameral, el Rigsdag, del que formaban parte el Landsting, que representaba a la vieja aristocracia y el Folketing, que representaba a granjeros, mercaderes, comerciantes y la clase media. Desde la aprobación de la actual Constitución de 1953, solo existe el Folketing. La primitiva constitución también aseguró los derechos fundamentales, que permanecen en la actual Constitución, como el habeas corpus (artículo 71), los derechos de propiedad privada (artículo 72) y la libertad de expresión (artículo 77).

## Historia
Durante la revolución de 1848 se produjo una insurrección en la región de Schleswig que fue aplastada por el ejército danés. La incipiente burguesía exigía participación en el gobierno y para evitar revueltas de carácter sangriento, el rey Federico VII concedió las demandas de la ciudadanía y se redactó una Constitución que repartía los poderes y ponía fin a la monarquía de carácter absoluto. El 5 de junio de 1849, se promulgó la Constitución y el país se convirtió en una monarquía constitucional. El rey era la cabeza del poder ejecutivo que se complementaba con el poder legislativo.
La situación política emergente con la nueva constitución alarmó a algunas de las antiguas elites sociales del país, que temían que ciudadanos con educación básica sustituyeran a profesores y profesionales en las posiciones de poder. Los campesinos, en coalición con elementos radicales de las ciudades, ganaron la mayoría de los asientos del Folketing y se inició una crisis constitucional que finalizó en 1901 con la introducción de un gobierno parlamentario. Se decidió que ningún gobierno podía actuar contra los deseos de la mayoría parlamentaría.
Se han aprobado cinco constituciones a lo largo de la historia danesa, en 1849, 1866, 1915, 1920 y 1953. Sin que haya existido ninguna reforma constitucional.